# Relations entre l'Espagne et la Guinée
Les relations entre la Guinée et l'Espagne sont les relations bilatérales et diplomatiques entre ces deux pays. La Guinée a une ambassade à Madrid  et un consulat honoraire à Barcelone, Las Palmas de Grande Canarie et Valence.
L'Espagne a une ambassade à Conakry.

## Relations diplomatiques
L'Espagne a établi des relations diplomatiques avec la République de Guinée le 10 février 1965.
L'ouverture de l'ambassade d'Espagne à Conakry est une étape importante dans les relations entre les deux pays. Le premier ambassadeur résident présente ses lettres de créance le 14 décembre 2007 et procède à l'ouverture du ministère des Affaires étrangères le 15 février 2008. L'ouverture de l'ambassade de Guinée à Madrid en 2009 a été un renforcement des relations bilatérales. En 2013, la Guinée a nommé son premier ambassadeur en Espagne.

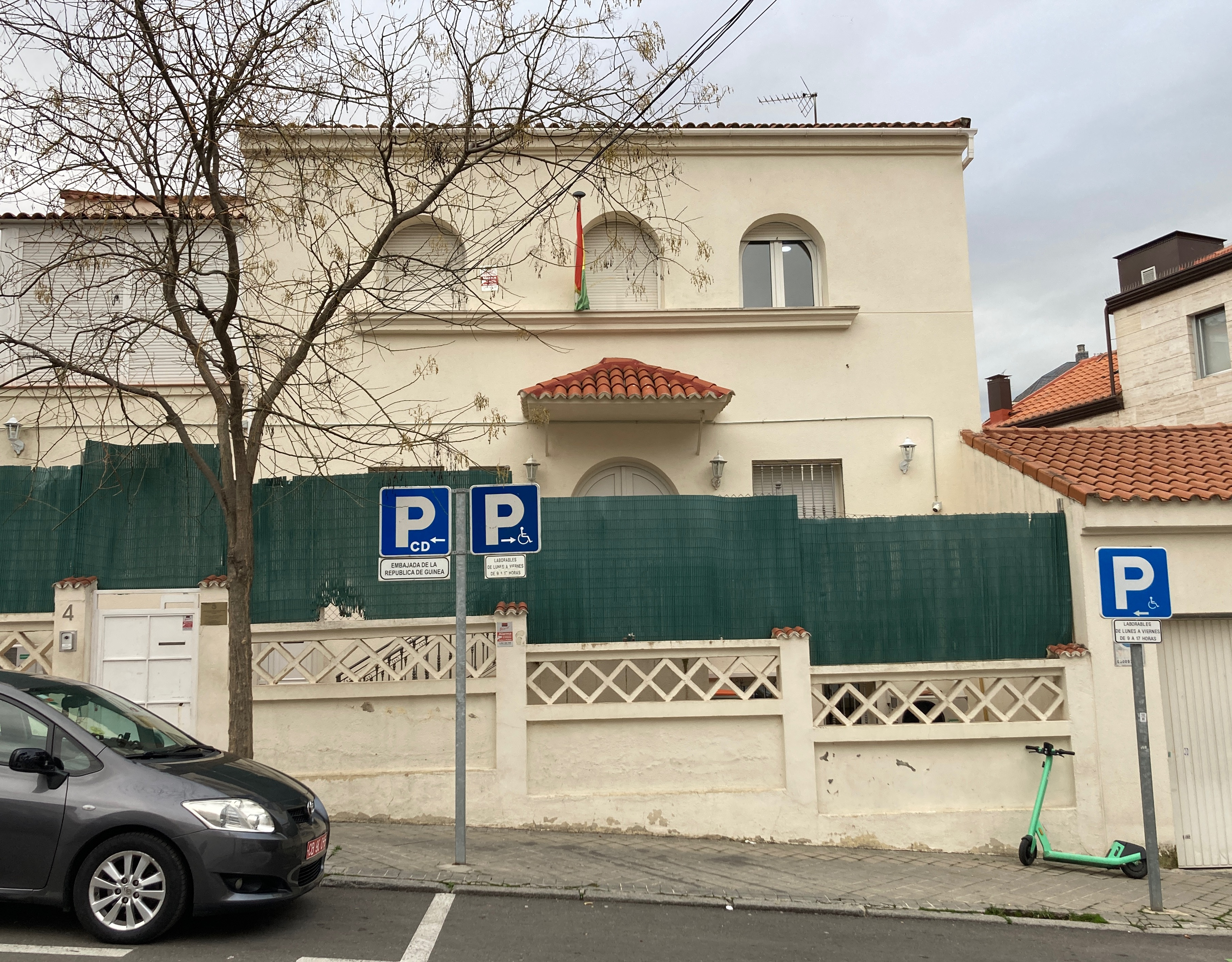
Ambassade de Guinée à Madrid

## La coopération
La coopération espagnole commence dans le pays à la suite de la mise en œuvre du Plan d'action de la Conférence euro-africaine sur les migrations de Rabat. Après la visite du MAEC en octobre 2006, l'Espagne acquiert l'engagement de réaliser un programme de coopération avec le pays pour un montant total de 5 millions d'euros. Cet engagement a été le point de départ de la coopération espagnole dans le pays, réaffirmé par l'intégration de la Guinée dans le Plan directeur 2009-2012 en tant que pays du groupe B (association ciblée). L'aide promise par l'Espagne en Guinée entre 2008 et 2013 a dépassé 27 millions d'euros. Certains projets multilatéraux transitent par la Banque mondiale et la CEDEAO.

## Voir également
- Relations extérieures de la Guinée
- Relations extérieures de l'Espagne